# Goblen
Goblenul este o tapiserie, broderie sau țesătură artistică făcută din fire colorate, reprezentând o imagine plastică.
Goblenul este o tapiserie realizată prin împunsături ale acului de cusut într-o pânză specială, de obicei caroiată 10x10, fiecare împunsătură în pânză de goblen reprezentând un punct al goblenului.
Setul goblen se realizează inițial după o fotografie care este prelucrată în așa fel încât fiecare punct de goblen să corespundă , cât mai fidel, ca poziționare și nuanță,  unui pixel din fotografie.
Există goblenuri care sunt realizate după modele pe pânză imprimată și există goblenuri care sunt realizate după diagrame. De obicei goblenurile realizate după diagrame au grad mult mai ridicat de fidelitate față de fotografia inițială. 
Practic un punct de goblen are dimensiunea de 1 mm pătrat iar o „pătrățea” are 1 cm pătrat (conține 100 puncte, 10 pe lungime și 10 pe lățime).

## Diagrama goblenului
Diagrama unui goblen cuprinde simboluri ordonate după o axa bidimensională, fiecare simbol corespunzând unei nuanțe din goblen.  Formatul A4 al diagramelor este recomandat pentru o coasere mai ușoară a goblenului. Cu cât simbolurile sunt mai simple și inconfundabile cu atât va fi mai ușoară urmărirea acestora pe diagramă.

## Pânza de goblen
Pânza de goblen este o țesătură rară, realizată din fire de bumbac, cu grosimi identice, rezistente la urzeală și beteală formând o rețea pătrată regulată pe care este trasat un caroiaj colorat diferit  din 10 în 10 fire, acest caroiaj fiind prezent și pe diagramă ușurând semnificativ munca celui care coase goblenul.
Pentru realizarea unui goblen valoros sunt necesare moulineuri (ață) de calitate (în special bumbac cu un grad ridicat de fixare al culorii), printre cele mai răspândite moulineuri pentru cusut goblen enumerăm: coats-puppets, dmc și anchor, de asemenea pânza de goblen are un rol extrem de important în coaserea și calitatea unui goblen, pânza Zweigart fiind o pânza des folosită în seturile de goblen. Pânza este caroiata din 10 în 10 mm și din 10 în 10 cm pe toată suprafața acesteia. Pânza goblenului se întinde pe un gherghef sau o ramă confecționată la dimensiuni fixe sau cu posibilitatea reglării dimensiunilor. Forma gherghefului poate fi circulară sau pătrată ori dreptunghiulară în funcție de necesități. Acest gherghef poate avea dimensiuni variabile, în funcție de preferințele cusătorului de goblen, variind de la gherghefuri foarte mici (10x10 cm2) în cazul începătorilor și celor care cos goblen mai rar, până la gherghefuri de dimensiuni mari (80 x 40 cm2) pentru profesioniștii în cusut goblen.
Goblenurile se pot coase ușor sau mai greu, complexitatea unui goblen este dată de raportul dintre dimensiunea și numărul de culori al acestuia.  Goblenurile care sunt ușor de cusut sunt cele care conțin un număr mic sau mediu de culori și au suprafețe mari de coasere pentru o nuanță, astfel de goblenuri reproduc de obicei  picturi naive.  Goblenurile care sunt greu de realizat sunt cele cu dimensiuni (pot fi și mici) în general mari și foarte mari (ex.80 x 100 cm) și care conțin un număr mai mare de 80 sau 100 de culori. Peisajele sunt considerate foarte complexe urmare a gradului mare de întrepătrundere a punctelor de nuanțe apropiate. Un goblen valoros este acela care reproduce cu fidelitate pictura marilor artiști și este realizat identic atât pe fața lucrului cât și pe dosul lui iar punctele respectă aceeași înclinare pe toată suprafața lucrării. Practic „se pictează” cu acul ceea ce aceștia au pictat cu pensula.
Unicitatea unui goblen este dată de gama de culori și de nuanțele folosite comparativ cu originalul.
Prin tehnica realizării și modelul ales, reproducere sau orice alt model, fiecare goblen este unic.
Cusătorii de goblen sunt femei și bărbați, oameni simpli și intelectuali, tineri și mai puțin tineri,  practic goblenul este cusut pentru că este un mod plăcut de a folosi timpul, este o relaxare, o terapie. Goblenul este considerat o artă, multe goblenuri fiind expuse spre vânzare în galerii de artă internaționale.